# Париш (Алабама)
Париш (енгл. Parrish) град је у америчкој савезној држави Алабама. По попису становништва из 2010. у њему је живело 982 становника.

## Демографија
Према попису становништва из 2010. у граду је живело 982 становника, што је 286 (22,6%) становника мање него 2000. године.
| Група             | 2000.       | 2010.       |
| Белци             | 919 (72,5%) | 692 (70,5%) |
| Афроамериканци    | 321 (25,3%) | 255 (26,0%) |
| Азијати           | 2 (0,2%)    | 5 (0,5%)    |
| Хиспаноамериканци | 12 (0,9%)   | 5 (0,5%)    |
| Укупно            | 1.268       | 982         |